# 알렉스 팩스턴
알렉스 팩스턴(영어: Alex Paxton, 1990년 ~ )은 잉글랜드의 작곡가이자 트롬본 연주자로, 재즈, 바로크 음악, 뉴 컴플렉시티의 요소를 합친 특유의 맥시멀리즘적인 작곡으로 알려져 있다.

## 경력
팩스턴은 왕립음악원에서 재즈 트롬본 연주에 대해서 공부한 후 왕립음악대학에서 작곡 석사학위를 받았다.
트롬본 연주자로서 팩스턴은 런던 신포니에타, 앙상블 모던, 필하모니아 오케스트라, 왕립 스코틀랜드 국립 관현악단과 협연했다. 또한 런던 교향악단, 덴마크 방송 교향악단, 런던 신포니에타, 쾰른 서부독일,방송 교향악단이 팩스턴의 음악을 연주했다.
2021년에는 작품 《Sometimes Voices》가 아이버 노벨로 어워드를 수상했다. 그리고 2022년 《Music for Bosch People》과 2023년 《ilolli-pop》으로 후보에 올랐다. 슐레스비히-홀슈타인 음악제에서 2023년 힌데미트상 수상자로 선정됐다.
팩스턴의 데뷔 음반 《Music for Bosch People》은 2021년 NMC 레코딩을 통해 발매됐고, 《Happy Music for Orchestra》는 2023년 델피안 레코드에서 발매됐다.
팩스턴은 현재 트리니티 라반 음악 무용원의 작곡 교수로 재직하고 있다.

## 디스코그래피
- 《Music for Bosch People》 (2021)
- 《Ilolli-Pop》 (2022)
- 《Happy Music for Orchestra》 (2023)